# Chester Barnard
Chester Irving Barnard (7. listopadu 1886 Malden, Massachusetts – 7. června 1961 New York) byl významnou americkou osobností managementu. Je autorem knihy The Functions of the Executive (1938), do češtiny lze přeložit jako „Funkce řídícího pracovníka“. V této knize přirovnává management organizace k nervovému systému. Ten se stará o ostatní části organizace a zajišťuje jejich kooperaci tak, aby každá část „těla“ dělala přesně, co od ní celek potřebuje. Tento přístup lze označit jako holistický, protože se nezabývá managementem jako oddělenou funkcí podniku, ale uvažuje právě jeho roli koordinátora.
Vzdělání získal Chester Barnard na Harvardově univerzitě v USA. Studium ovšem nedokončil. Kariéru začal v AT&T Corporation (tehdejší American Telephone and Telegraph Company), odtud přešel do New Jersey Bell, kde se stal prezidentem. Pracoval zde mezi roky 1927–1948. Dokončil zde tedy své největší dílo. Od roku 1936 působil i na Princetonu. Jeho kontakt s Harvardem však úplně neustal. Znal se s vedením univerzity a přátelil se i s Abbottem Lawrencem Lowellem (prezidentem Harvardovy univerzity).
Jeho koncepci fungování podnikového prostředí lze charakterizovat humanismem a zkoumáním rozdílů mezi kolektivismem a individualismem. Podnik vždy vnímal jako sociální systém s lidskými vztahy. Tak se velmi lišil od přístupu Henriho Fayola, který je známý pro svůj procesní přístup k managementu. V tomto ohledu je možné Barnarda označit z dnešního pohledu jako pokrokovějšího. Management je v dnešní době více orientovaný na potřeby zaměstnanců, než tomu bylo v první polovině 20. století.